# Grenzchopf

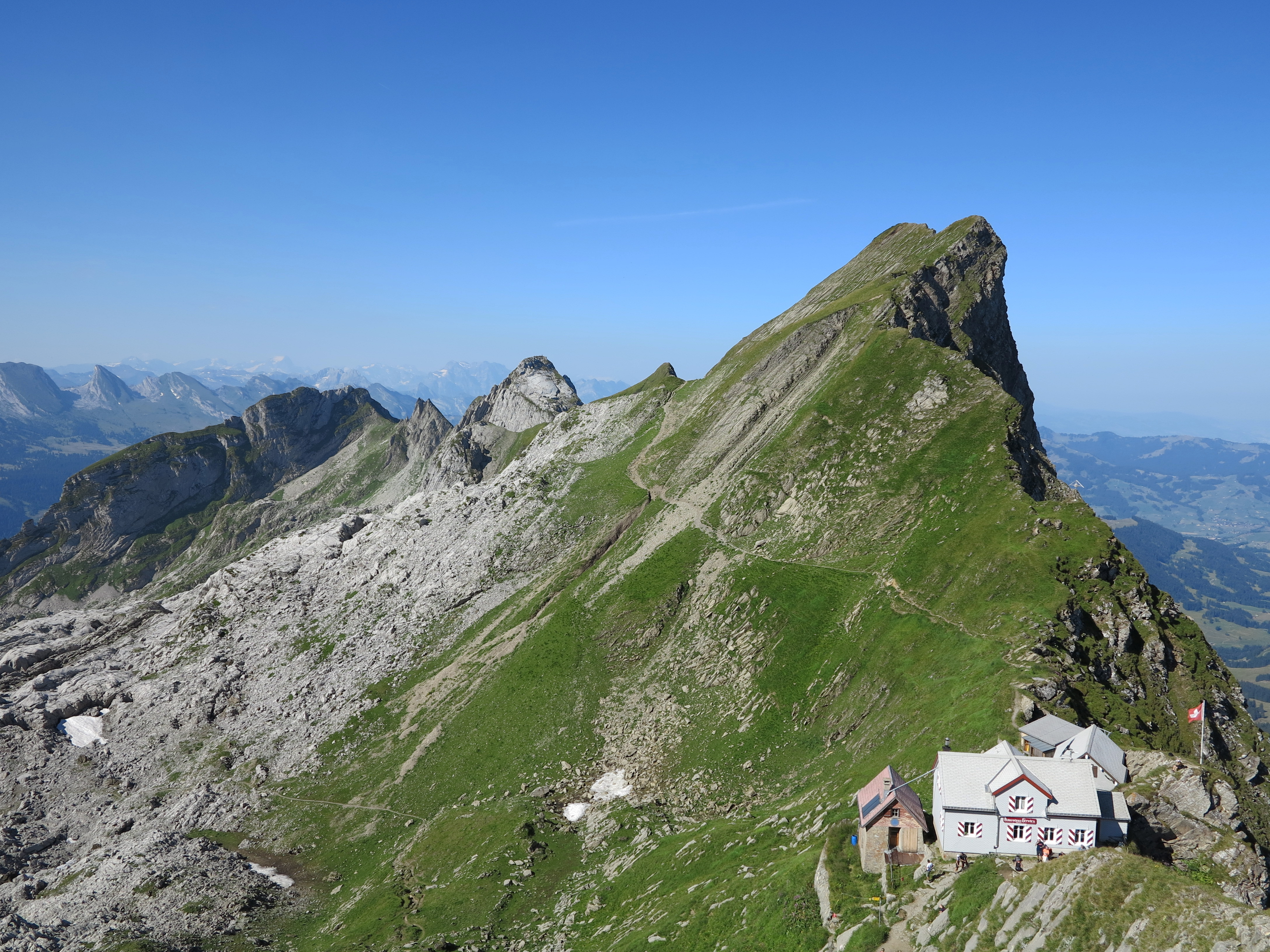
Grenzchopf mit Berggasthaus im Sommer

Der Grenzchopf ist ein 2193 m ü. M. hoher Berg im Säntis-Massiv.
Über seinen Gipfel verläuft die Grenze zwischen den Gemeinden Wildhaus-Alt St. Johann (Kanton St. Gallen) im Süden und Hundwil (Kanton Appenzell Ausserrhoden) im Norden.
Östlich des Gipfels liegt das Berggasthaus Tierwis, das mit einem Bergweg und einer Materialseilbahn von der Schwägalp her erschlossen ist. Das Berggasthaus wurde 1872 als SAC-Hütte erbaut.

## Fussnoten
1. ↑  Charles Knapp, Maurice Borel, Victor Attinger, Heinrich Brunner, Société neuchâteloise de géographie (Hrsg.): Geographisches Lexikon der Schweiz. Band 2: Emmenholz – Kraialppass. Verlag Gebrüder Attinger, Neuenburg 1904, S. 437, Stichwort Graukopf  (Scan der Lexikon-Seite).

Koordinaten: 47° 15′ N, 9° 19′ O